# شين باتير
شين باتير (بالإنجليزية: Shane Battier) مواليد 9 سبتمبر 1978، هو لاعب كرة سلة أمريكي سابق بدأ مسيرته الاحترافية في سنة 2001. يبلغ طوله 6 قدم 8 بوصة (2.0 م). اعتزل اللعب في 2014.

## فرق لعب لها
- ميمفيس غريزليس
- هيوستن روكتس
- ميمفيس غريزليس
- ميامي هيت

## الميداليات
| الميدالية | المسابقة                         |
| --------- | -------------------------------- |
| برونزية   | بطولة كأس العالم لكرة السلة 2006 |

## روابط خارجية
- شين باتير على موقع IMDb (الإنجليزية)
- شين باتير على موقع إن إن دي بي (الإنجليزية)
- شين باتير على موقع إن بي أي (الإنجليزية)
- شين باتير على موقع سبورتس رفرنس (الإنجليزية)
- شين باتير على موقع كرة السلة الأوروبية.كوم (الإنجليزية)
- شين باتير على موقع إي إس بي إن.كوم (الإنجليزية)
- شين باتير على موقع كلية كرة السلة في سبورتس رفرنس.كوم (الإنجليزية)
- شين باتير على موقع ريلجم (الإنجليزية)
- شين باتير على موقع بروبوليرز (الإنجليزية)